# Le Mesnil-le-Roi
 Le Mesnil-le-Roi  es una población y comuna francesa, en la región de Isla de Francia, departamento de Yvelines, en el distrito de Saint-Germain-en-Laye y cantón de Maisons-Laffitte.

## Demografía
| 5120 | 5473 | 5680 | 5557 | 6206 | 6207 |
| Para los censos de 1962 a 1999 la población legal corresponde a la población sin duplicidades (Fuente: INSEE [Consultar]) |      |      |      |      |      |